# Östra Tunhems distrikt
Östra Tunhems distrikt är ett distrikt i Falköpings kommun och Västra Götalands län.
Distriktet ligger nordväst om Falköping.

## Tidigare administrativ tillhörighet
Distriktet inrättades 2016 och utgörs av socknen Östra Tunhem i Falköpings kommun.
Området motsvarar den omfattning Östra Tunhems församling hade vid årsskiftet 1999/2000.